# Xingang (Chiayi)
Xingang (chinesisch 新港鄉 / 新港乡, Pinyin Xīngǎng Xiāng), auch Singang, ist eine Landgemeinde (鄉,  Xiang) im Landkreis Chiayi der Republik China auf Taiwan.

## Lage
Xingang liegt im Nordwesten des Landkreises Chiayi in der Jianan-Ebene, knapp zwei Kilometer von der Stadtgrenze Chiayis entfernt. Die nördliche Begrenzung bildet im Wesentlichen der Fluss Beigang (Beigangxi). Die angrenzenden Gemeinden sind im Landkreis Chiayi Liujiao im Westen, Taibao im Süden, Minxiong im Osten und Xikou im Nordosten. Im nördlichen Landkreis Yunlin grenzen die Gemeinden Beigang und Yuanchang an. Die Entfernung zur Küste beträgt etwa 16,5 Kilometer.

## Geschichte
Vor Beginn der chinesischen Besiedlung war Xingang von austronesischen indigenen Völkern (Pingpu) der Ethnie der Hoanya bewohnt. Ab dem 17. Jahrhundert wanderten Han-chinesische Siedler vom Festland ein, die zum großen Teil aus der Gegend des heutigen Zhangzhou in der Provinz Fujian kamen. Die Gegend erhielt den Namen Bengang (笨港,  Bèngǎng) – möglicherweise die Transliteration eines Ausdrucks aus der Hoanya-Sprache. In den Dagregisters van het kasteel Zeelandia der Niederländischen Ostindien-Kompanie ist der Ort unter dem Namen Ponkan erwähnt. Im Jahr 1750 wurde Bengang durch den Fluss Beigang überschwemmt und in einen nördlichen Anteil (Benbeigang, 笨北港) und einen südlichen Anteil (Bennangang, 笨南港) getrennt. Aufgrund wiederholter Überschwemmungen und Konflikten mit den Nachbarn verlegten die Bewohner von  Bennangang während der Herrschaftszeit Jiaqings (1796–1820) die Siedlung nach etwas weiter südlich. Die neue Siedlung erhielt den Namen Sinnangang (新南港 – „Neuer südlicher Hafen“). In der Endphase der Qing-Dynastie wurde der Name zu Singang bzw. Xingang (新港) gekürzt. Während der Phase der japanischen Herrschaft in Taiwan (1895–1945) erfolgte 1920 eine größere Verwaltungsreform. Dabei wurde Xingang in seinen heutigen Grenzen als ‚Dorf‘ (庄,  Zhuang) gebildet, allerdings in das ähnlich klingende Xinxiang (新巷,  Xīnxiàng – „Neue Gasse“) umbenannt, da es schon mehrere andere Orte des Namens Xingang in Taiwan gab, und da Xingang schon seit langem seinen Zugang zum Meer durch Verlandung verloren hatte. Nach Übernahme Taiwans durch die Republik China nach Ende des Zweiten Weltkrieges erfolgte eine Rückbenennung in Xingang und ab 1950 war Xingang eine Landgemeinde (鄉,  Xiang) im neu gebildeten Landkreis Chiayi.

## Bevölkerung
Die große Mehrheit der Bevölkerung sind Hoklo (Minnan-Sprecher). Angehörige indigener Völker machen nur einen sehr geringen Anteil aus (Ende 2019 65 Personen, 0,2 %).

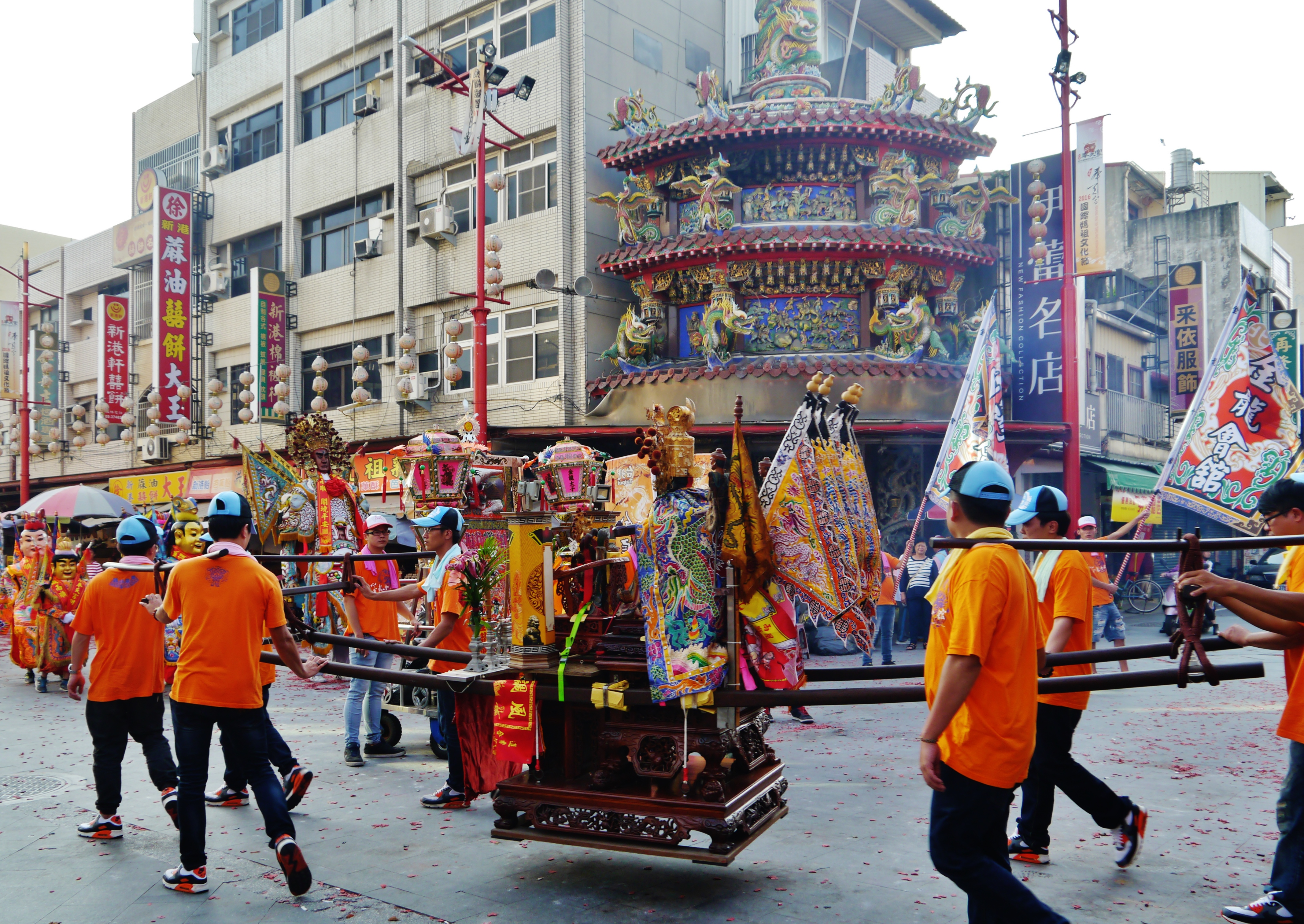
Prozession während des Chaotian-Tempelfests

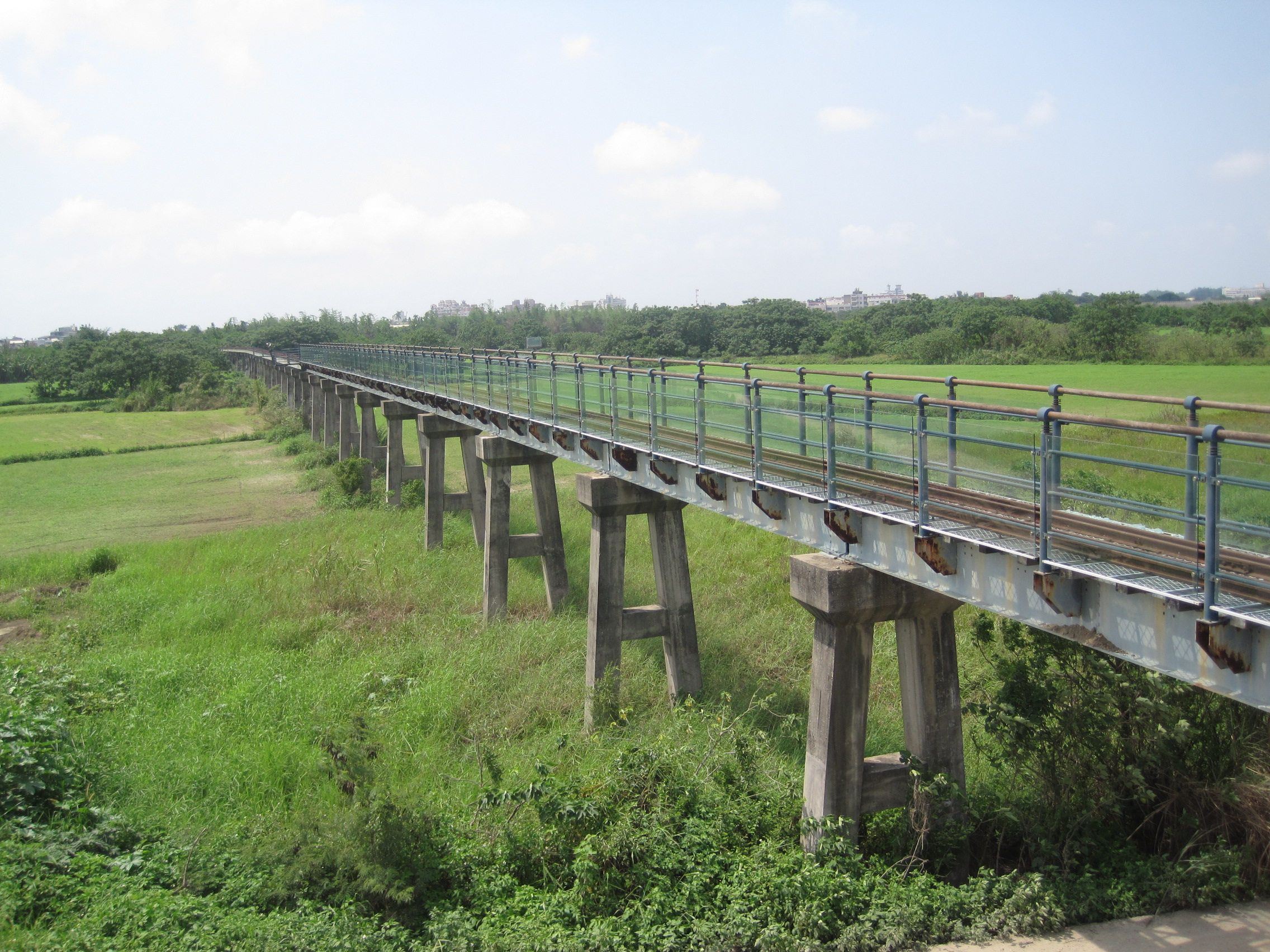
Beigangxi-Eisenbrücke

| Gliederung von Xingang |
|                        |

## Verwaltungsgliederung
Xingang ist in 23 Dörfer (村,  Cūn) eingeteilt:
1 Daxing (大興村)

2 Fude (福德村)

3 Gongqian (宮前村)

4 Gonghou (宮後村)

5 Datan (大潭村)

6 Xizhuang (西庄村)

7 Haiying (海瀛村)

8 Gumin (古民村)

9 Pizi (埤子村)

10 Beilun (北崙村)

11 Nanlun (南崙村)

12 Zhongzhuang (中庄村)

13 Gonghe (共和村)

14 Bantou (板頭村)

15 Nangang (南港村)

16 Tanda (潭大村)

17 Anhe (安和村)

18 Xibei (溪北村)

19 Yuemei (月眉村)

20 Yuetan (月潭村)

21 Caigong (菜公村)

22 Zhongyang (中洋村)

23 Sanjian (三間村)

## Landwirtschaft
Die Landwirtschaft hat immer noch große Bedeutung. Ortstypische Spezialprodukte sind Gemüsepaprika (im Jahr 2017 60 Prozent der taiwanischen Gesamtproduktion) und Tomaten. Außerdem werden Zierblumen (Prärieglockenblumen) gezogen, die überwiegend nach Japan exportiert werden.

## Verkehr
Xingang wird von mehreren Kreisstraßen durchzogen. In Ost-West-Richtung verlaufen die Kreisstraßen 166 (im Süden) und 164 (weiter nördlich). In Nord-Süd-Richtung verläuft die Kreisstraße 145A (145甲) und von Südwesten nach Nordosten die Kreisstraße 157. Die Provinzstraße 37 zieht von Süden nach Xingang und endet hier. Etwas östlich von Xingang verläuft die Nationalstraße 1 (Autobahn) in Nord-Süd-Richtung. Ebenfalls in gerader Nord-Süd-Richtung verläuft die Trasse der Taiwanischen Hochgeschwindigkeitsbahn (THSR) durch Xingang, die hier allerdings keinen Halt hat.

## Besonderheiten
Xingang weist mehrere sehenswerte Tempel auf. Im Jingzhong-Tempel (精忠廟,  Jīngzhōng miào ) im Dorf Datan, dessen heutige Ausstattung aus dem Jahr 1923 stammt, wird Yue Fei verehrt.
Der Fengtian-Tempel (奉天宮,  Fèngtiān gōng ) im Dorf Daxing ist ein Mazu-Tempel im typischen Hokkien-Stil, dessen Ursprünge auf das Jahr 1700 zurückgehen. Der Tempel ist Endpunkt eine ausgedehnten Pilgerfahrt, die alljährlich im dritten Mondmonat, ausgehend vom Zhenlan-Tempel Im Stadtbezirk Dajia von Taichung ihren Ausgang nimmt. Im Dorf Xibei befindet sich ein weiterer kleinerer Mazu-Tempel, der Liuxing-Tempel (六興宮,  Liùxìng gōng ), der aus dem Jahr 1826 stammt. Im Dorf Nangang findet sich der 1739 erbaute Shuixian-Tempel (水仙宮,  Shuǐxiān gōng ), der zu größeren Teilen noch im Originalzustand erhalten ist. Hier wurden ursprünglich die fünf daoistischen Meeres- und Wassergottheiten Shuixian Zunwang (水仙尊王) verehrt. Später wurde der Kult überwiegend auf Mazu übertragen.
Die Beiganxi-Eisenbrücke (北港溪鐵橋,  Běigǎngxī tiěqiáo ) ist eine 879 Meter lange eiserne 672-mm-Schmalspurbahn-Brücke über den Fluss Beigang, die im Jahr 1911 durch die japanische Kolonialverwaltung erbaut wurde. Sie war jahrzehntelang für den Zuckerbahn-Verkehr in Betrieb.
Der Personenverkehr wurde am 17. August 1982 eingestellt und 1998 auch der Güterverkehr. Die Brücke wurde im Laufe ihrer Geschichte mehrfach durch Hochwasser schwer beschädigt.

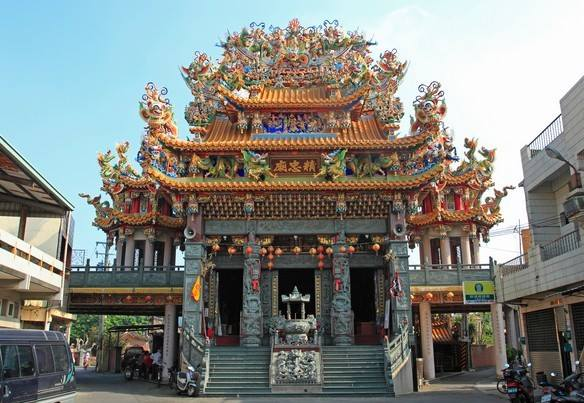
Jingzhong-Tempel
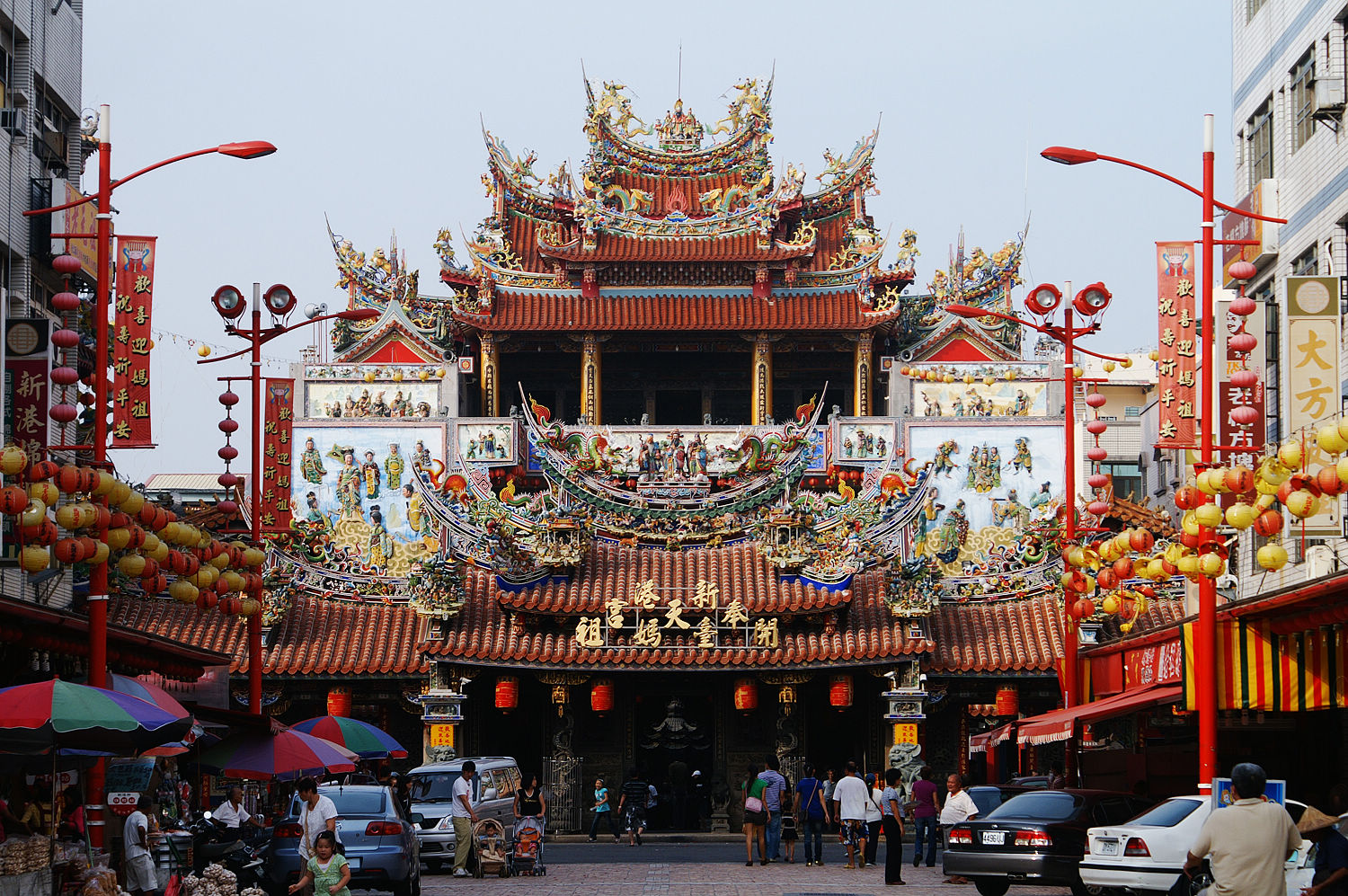
Fengtian-Tempel
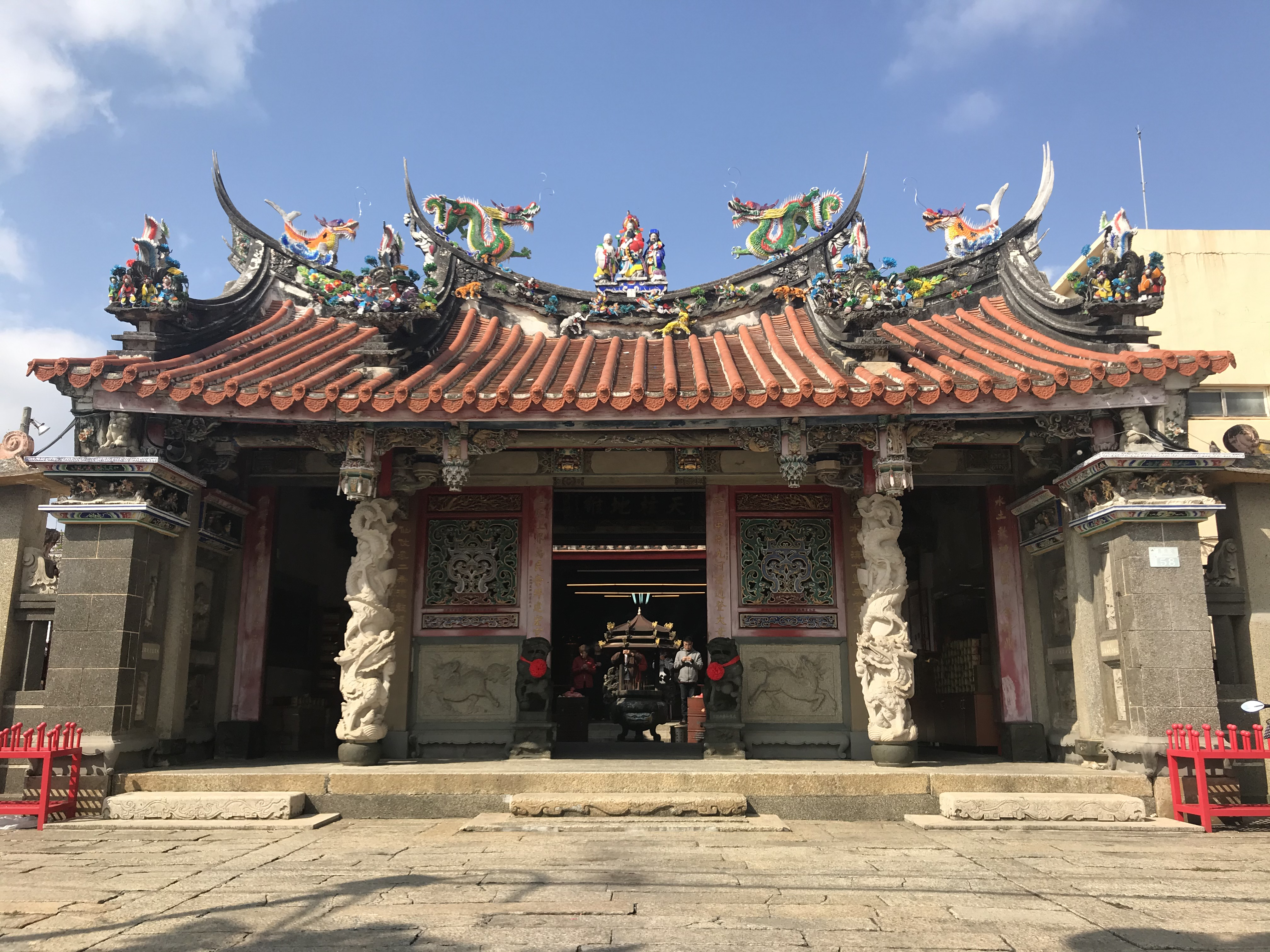
Shuixian-Tempel